# José Manoel Ricardo
José Manoel Ricardo, mais conhecido como Picolé (Pirajuí, 29 de janeiro de 1956), é um treinador e ex-futebolista brasileiro, que atuou como atacante.

## Carreira

### Jogador
Na infância, atuou pelo Flamenguinho de Pirajuí, onde formou trio de ataque com Ki-Suco e Groselha.
Foi revelado pelo EC Noroeste, onde ficou de 1973, ainda juvenil, a 1976 e destacou-se a ponto de fazer parte de alguns amistosos visando as Olimpíadas de 1976, mas não foi convocado para a lista final.
Após se destacar no Campeonato Paulista daquele ano, em 1976, foi comprado pelo Palmeiras por 500 mil cruzeiros, estreando em 10 de outubro, contra o Guarani em Campinas, pelo Campeonato Brasileiro. Naquele ano, sofreu um acidente de carro em sua cidade natal, ficando fora dos campos por quatro meses.
Em 1979, foi emprestado à Portuguesa Santista.
Ficou no Palmeiras até 1979, onde atuou em 59 jogos e marcou 12 gols.
No segundo semestre de 1979, se transferiu para o Puebla do México, onde atuou por seis temporadas e jogou junto com Muricy Ramalho. Também jogou no futebol mexicano pelo Deportivo Neza.
Em 1983, atuou pelo Atlético Paranaense.
No ano seguinte, atuou pelo Grêmio de Esportes Maringá, onde foi escolhido em duas oportunidades como o "Gol do Fantástico", gol de bicicleta contra o Pinheiros e outro, de cobertura, contra o Cascavel, ambos no estádio Willie Davids.
Encerrou a carreira em 1988, pelo EC Passo Fundo.

### Treinador
A primeira oportunidade como técnico surgiu no Iguaçu de União da Vitória, em 1989.
Em 1991, dirigiu o Operário Ferroviário de Ponta Grossa.
Em 1992, esteve no Coritiba.
No ano seguinte, teve sua primeira passagem pelo Juventus de Jaraguá do Sul (SC).
Em 1994, foi treinador do Figueirense. No mesmo ano, dirigiu o Marcílio Dias.
Trabalhou como observador técnico no Coritiba, entre 1996 e 1998.
Em agosto de 2004, assumiu o comando do Malutrom.
Em 2008, comandou novamente a equipe do Juventus de Jaraguá do Sul.
Em 2014, dirigiu o Tanabi na Copa São Paulo de Juniores e era o treinador do profissional quando o clube recebeu o atacante paraguaio Salvador Cabañas.
Entre 2016 e 2018, trabalhou na base do Flamengo, passando pelo Sub-13, Sub-15, Sub-17, Sub-19 e Sub-20.
Entre maio e agosto de 2018, esteve na base do Atlético Paranaense.
Em julho de 2019, assume a equipe Sub-20 do Grêmio Sãocarlense, dirigindo o clube na Copa São Paulo de Juniores do ano seguinte.